# 2S19 Msta

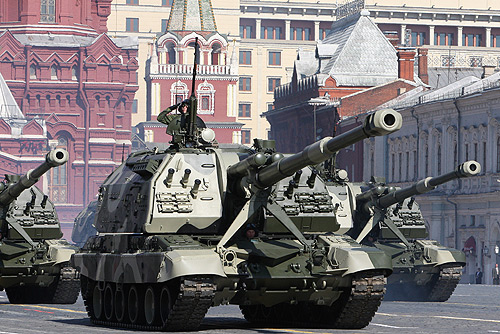
Um contingente de 2S19 russos.

O 2S19 "Msta-S" (em russo:  Мста) é um tanque de artilharia (automotora) armado com um canhão de 152 mm desenvolvido pela União Soviética e fabricado posteriormente pela Federação Russa, como sucessor do SO-152. O casco do veículo foi baseado no tanque T-80, mas seu motor é do mesmo modelo do T-72.

## Utilizadores
- Azerbaijão - 18[3]
- Bielorrússia - 13[4]
- Etiópia - 12[5]
- Geórgia - 3[6]
- Rússia - 550 2S19 e 2S19M1 em operação; 108 2S19M2 em operação (2014)[7][8][9]
- Ucrânia - 40[10]
- Venezuela[11]
- Marrocos[12][13]

### Ex-operadores
- União Soviética